# Sojus MS-24
Sojus MS-24 ist die Missionsbezeichnung des 69. Besuchs eines russischen Sojus-Raumschiffs an der Internationalen Raumstation (ISS). Es war der 176. Flug im Sojus-Programm.

## Besatzung

### Veränderungen in den Planungen für Sojus MS-23 und MS-24
Ursprünglich sollte die im Mai 2021 nominierte Besatzung, bestehend aus Oleg Kononenko, Nikolai Tschub und Andrej Fedjajew, im Frühjahr 2023 mit der Sojus MS-23 zur ISS fliegen.
Die erste Veränderung ergab sich durch die Vereinbarung zum Sojus-Dragon-Besatzungsaustausch. Andrej Fedjajew von Roskosmos tauschte im Juli 2022 mit Loral O’Hara von der NASA seinen Platz. Fedjajew flog mit SpaceX Crew-6 am 2. März 2023 zur ISS, während O’Hara weiter mit Kononenko und Tschub für den Flug mit der Sojus MS-24 trainierte.
Eine weitere Änderung ergab sich, als am Raumschiff Sojus MS-22 am 15. Dezember 2022 ein Leck auftrat, durch das Kühlflüssigkeit auslief. Die Sojus MS-23 flog daraufhin am 24. Februar 2023 unbemannt zur ISS, wo sie der Besatzung der Sojus MS-22 als Rückkehrraumschiff diente. Aufgrund dieser Ereignisse wurde die ursprünglich für die Sojus MS-23 geplante Besatzung zur Besatzung von Sojus MS-24.

### Startbesatzung
- Oleg Kononenko, ISS-Kommandant (5. Raumflug, Russland/Roskosmos)[6][7]
- Nikolai Tschub, Missionsspezialist (1. Raumflug, Russland/Roskosmos)[8][7]
- Loral O’Hara, Missionsspezialistin (1. Raumflug, USA/NASA)[9]

### Ersatzmannschaft
- Alexei Owtschinin, Kommandant (4. Raumflug, Russland/Roskosmos)[10][7]
- Oleg Platonow, Missionsspezialist (1. Raumflug, Russland/Roskosmos)[11][7]
- Tracy Caldwell Dyson, Missionsspezialistin (3. Raumflug, USA/NASA)[12]

### Rückflugbesatzung
- Oleg Nowizki, Kommandant (4. Raumflug, Russland/Roskosmos)[13][7]
- Loral O’Hara, Missionsspezialistin (1. Raumflug, USA/NASA)
- Maryna Wassileuskaja, Teilnehmerin (1. Raumflug, Belarus)[14][15]

### Erklärung der Abweichungen zwischen Start- und Rückflugbesatzung
Bei Sojus MS-24 wurde von der bisher üblichen Praxis abgewichen, dass die Besatzung einer Raumkapsel jeweils mit demselben Raumschiff zur ISS und zurück zur Erde fliegt. Dafür gab es mehrere Gründe. Einerseits sollte O’Hara nur ein halbes Jahr auf der ISS bleiben, während Kononenko und Tschub dort ein ganzes Jahr verweilen sollten. Andererseits sollte eine belarussische Raumfahrerin für einen Kurzaufenthalt zur ISS fliegen. Um diese Planungen zu verwirklichen, flogen im März 2024 mit der Sojus MS-25 die belarussische Raumfahrerin, der russische Kommandant Oleg Wiktorowitsch Nowizki und Tracy Caldwell Dyson von der NASA zur ISS. Nowizki kehrte dann einige Tage später mit der belarussischen Raumfahrerin und O’Hara in der Sojus MS-24 wieder zur Erde zurück, während die Sojus MS-25 als Rückkehr-Raumschiff für Kononeko, Tschub und Caldwell Dyson bei der ISS blieb.

## Vorbereitungen
Im Dezember 2022 traf die Sojus MS-24 auf dem Kosmodrom Baikonur ein und wurde in den folgenden Monaten grundlegend getestet und überprüft.
Im Frühjahr 2023 absolvierten Kononenko und Tschub ein Vorbereitungstraining für das amerikanische Segment der ISS im Lyndon B. Johnson Space Center in Houston. Dabei gab es aus ungeklärten Gründen Schwierigkeiten mit dem US-Visum für Tschub, welches ihm zunächst verweigert, dann aber, nach Protesten durch Roskosmos, doch noch gewährt wurde. Die Astronauten nahmen an einem gemeinsamen Training mit der SpaceX Crew-7 zur Bewältigung von Notfällen an Bord der ISS teil. Oleg Kononenko erhielt im Hydrolabor eine Schulung, bei der er gemeinsam mit einem NASA-Astronauten einen Weltraumspaziergang in einem amerikanischen Raumanzug übte. Ab Juni 2023 setzten die Kosmonauten Kononenko und Tschub ihre Ausbildung im Juri-Gagarin-Kosmonautentrainingszentrum des Sternenstädtchens fort.

## Start und Andocken
Am 15. September 2023 startete die Sojus MS-24 um 18:44 Uhr Moskauer Zeit (= 17:44 MEZS). Startplatz war das Kosmodrom Baikonur, Trägerrakete war eine Sojus-2.1a. Der typische Indikator, der der Crew durch ein freies Schweben den Übergang in die Schwerelosigkeit anzeigte, war bei Sojus MS-24 eine Möwe. Das Andocken am Rasswet-Modul fand um 21:53 Uhr Moskauer Zeit (= 20:53 MEZS) statt. An Bord von Sojus MS-24 waren außer den drei Raumfahrern und ihrem persönlichen Gepäck 120 kg Fracht mit Foto- und Videoausrüstungen, Wechseldatenträger, Borddokumentation, Lebensmittel und Zubehör zu wissenschaftlichen Experimenten.

## Abdocken und Landung
Sojus MS-24 koppelte am 6. April 2024 um 03:54:58 UTC von der ISS ab und landete um 07:17:53 UTC 147 km südöstlich von Dsheskasgan.